# Stanisław Brzozowski (scriitor)
Leopold Stanisław Brzozowski (n. 28 iunie 1878, Maziarnia -- d. 30 aprilie 1911, Florența) a fost un filozof polonez, scriitor, publicist literar și de critic de teatru. El este considerat a fi unul dintre cei mai importanți filosofi polonezi din toate timpurile și este cunoscut pentru conceptul său de „filosofie a forței de muncă”, înrădăcinată în marxism. În afară de Marx, printre inspirațiile sale majore au fost Sorel, Nietzsche, Bergson, Carlyle și Newman. Ideea de bază a lui Brzozowski a fost bazată pe conceptul de angajat intelectual social (artist). Deși a fost în favoarea materialismului istoric, el a pledat puternic în interpretarea deterministă.

## Biografie
Leopold Stanisław Brzozowski s-a născut în 1878 în Maziarnia, un sat de lângă Chełm. În ciuda faptului că provenea dintr-o familie săracă, el a fost educat la școli private care i-au permis să aplice pentru ocuparea postului universitar la Facultatea de Științe Naturale a Universității din Varșovia în anul 1896. În anul 1897, Brzozowski a fost implicat în revolte studenților împotriva profesorilor ruși care predau la universitate. Ca urmare a revoltelor, mulți dintre studenți (inclusiv Brzozowski) au fost expulzați de la Universitatea din Varșovia pentru o perioadă de un an. La acea vreme Brzozowski a fost șeful organizației studențești "Bratniak", organizație creată pentru a susține financiar pe elevii exmatriculați. Dorind să-l ajute pe tatăl său care suferea de o boală incurabilă, Brzozowski a decis să utilizeze fondurile organizației. Deși el însuși a promis să dea banii înapoi cât mai curând posibil, delapidarea sa a fost descoperită. Comisia de arbitraj a organizației l-a exclus pe Brzozowski din activitățile acesteia pe termen de trei ani. În același an (1898) a fost închis ca urmare a investigațiilor în activitățile secrete ale Societății pentru Educația Poporului.
Din toamna anului 1898, Brzozowski s-a îmbolnăvit de tuberculoză, care a fost o consecință a timpului petrecut în închisoare. Din motive de recuperare, el a decis să meargă la sanatoriul din Otwock . În anul 1900 el a întâlnit-o acolo pe Antonina Kolberg cu care s-a căsătorit în anul următor. În anul 1903, s-a născut singurul lui copil, Anna Irena. Problemele sale de sănătate l-au însoțit pentru tot restul vieții sale. În 1905, pentru prima dată, el a mers la Nevi, Italia pentru a primi îngrijiri medicale. Din anul 1906 se mută în Italia, la Florența, unde va locui până la momentul morții sale care a survenit în anul 1911. Cea mai productivă perioadă din viața lui Stanisław Brzozowski au fost ultimii ani ai vieții sale, momente în care scrie nuvela „Płomienie” ca răspuns la romanul „Demonii” a lui Dostoievski, precum și cărțile principale ale programului său filozofic: „Ideas. O introducere la maturitatea istorică” și „Legenda Tinerei Polonii”.

## Profilul intelectual
Stanisław Brzozowski a fost un critic influent al Poloniei sociale și gândirii filosofice, analist literar și observator al vieții poloneze și europene de zi cu zi. El a fost un critic lipsit de ambiguitate al tradiționalismului și provincialismului, ca principale curente ale literaturii poloneze din secolul al XIX-lea. În special, Brzozowski a fost un adversar puternic al romanelor istorice, reprezentate în principal de către câștigătorul Premiului Nobel, Henryk Sienkiewicz. Atacurile radicale ale lui Brzozowski îndreptate către lucrările lui Sienkiewicz a făcut el persona non grata în mediul literar polonez.
Brzozowski a avut un loc de o poziție unică, ca un critic viclean al culturii contemporane poloneze, cunoscut sub numele de Tânăra Polonie (modernismul polonez) sau neoromantismul. „Legenda Tinerei Polonii” reprezintă denunțarea cea mai cuprinzătoare dintre aceste forme ale minții poloneze, care, în cuvintele lui Brzozowski, reprezintă "iluzia conștiinței culturale."

## Apropierea de marxism
În ceea ce privește patrimoniul său filosofic, Brzozowski a avut tendinta de a experimenta schimbări destul de radicale în propriile sale vederi asupra lumii, ca rezultat al unor lecturi ulterioare. Prima sa sursă importantă de inspirație filosofică a fost Friedrich Nietzsche și noțiunea de simț istoric pe care Brzozowski a găsit-o deosebit de valoroasă. După ce, concentrându-se pe Nietzsche, Brzozowski s-a apropiat față de Kant care în cele din urmă i-a permis să dezvolte filozofia lui pe teren marxist. În afară de a avea mai multe surse de inspirații vitale, marxismul a jucat un rol central în biografia sa intelectuală și pentru cea mai lungă perioadă a vieții sale, scurtă de altfel, el a fost un gânditor marxist. Interpretarea sa asupra gândirii lui Karl Marx a fost anti-naturalistă și anti-pozitivistă. Brzozowski a fost un critic fervent al lui Friedrich Engels și al rolul său în dezvoltarea gândirii marxiste. El l-a acuzat pe Engels de "determinism vulgar" și de faptul că el conducea marxismul față de perspectiva naivă și reducționistă de "necesitate economică". În cele din urmă, el și-a dezvoltat propriul său program filozofic numit "filosofia forței de muncă", care a subliniat rolul activității umane în crearea și recrearea realității. Acesta a fost un concept de respingere reificare și alienare a actelor umane și în noțiunea lui Brzozowski, a fost extinderea naturală a ideilor marxiste cheie.

## Aprecieri contemporane
Stanisław Brzozowski este considerat astăzi a fi una dintre cele mai importante personalități intelectuale din istoria modernă a Poloniei. Activitatea sa culturală și filosofică a fost adeseori dezbătută de-a lungul secolului trecut, în Polonia. El a devenit un punct de referință pentru generațiile următoare de intelectuali polonezi. Deși este identificat în principal cu stânga politică, marea deschidere a gândirii sale a permis unor grupuri de intelectuali să se identifice cu ideile lui.
Brzozowski este considerat a fi patronul asociației „Krytyka Polityczna” („Critică politică”), ce are la bază o societate de intelectuali de stânga polonezi organizați în jurul unui jurnal cu același titlu fondat de Sławomir Sierakowski în 2002. În anul 2005 a fost fondată „Asociația Brzozowski Stanisław” și a început să se publice revista. Ideea de bază a Asociației se aseamană cu cea a patronului său: că intelectualii sunt persoane publice care ar trebui să trăiască o viață implicată și angajată social.

## Opera
- 1901 -- Sub greutatea lui Dumnezeu [publicată pentru prima dată în 1901, roman]
- 1903 -- Filosofia de acțiune
- 1904 -- Panza de paianjen, roman
- 1907 -- Cultura și viața. Probleme de artă și creativitate în luptă pentru convingri
- 1908 -- Flăcări
- 1910 -- Legenda Tinerei Polonii. Studii privind structura sufletului cultural
- 1910 -- Idei. O introducere în filosofia de maturitate istorică
- 1911 -- Singur printre oameni
- 1912 -- Voci în noapte. Studii privind punctul de cotitură romantic în cultura europeană
- 1913 -- Memoriile de Stanislaw Brzozowski
- 1914 -- Fantomele contemporanilor mei
- 1914 -- O carte despre o femeie în vârstă, roman